# 鈴木康一郎
鈴木 康一郎（すずき こういちろう、1990年10月29日 - ）は、中京テレビ放送のアナウンサー。元福島テレビのアナウンサー。

## 経歴
静岡県掛川市出身。静岡県立掛川西高等学校、早稲田大学を卒業後、2013年に福島テレビに入社。
2017年4月に中京テレビへ移籍。
2018年10月1日～不明 佐藤和輝（現在はアナウンサー復帰）の後任として夕方情報番組キャッチ!のサブキャスターに就任
2020年3月12日のキャッチの番組内で結婚を発表した。さらに6月10日に同番組で「コロナ禍の出産」に関する特集を放送した際、妻が妊娠中で11月が出産予定であることを明かしていた。
同年10月29日、キャッチのエンディングで同日、第一子となる男児が誕生し、パパになったことを報告。病院側の配慮もあり、出産には立ち会うことができたという。なお、この日は自身の30歳の誕生日でもあった。2021年1月8日キャッチのエンディングで翌週より1か月育児休業取得の為、一時担当番組休演を発表した。　。同年2月15日復帰。2023年4月5日のキャッチのエンディングで第2子誕生予定である事と翌週から1年間ほど 育休取得を発表した。 

## 担当番組

### 中京テレビ
- ZIP!CHUKYO（2024年4月4日 - 9月27日） - 木・金曜サブキャスター
- NNN各ニュース（ローカル枠）
- キャッチ! - サブキャスター
  - 全曜日担当（2018年10月1日 - 2020年3月27日）
  - 水 - 金曜担当（2020年4月1日 - 2021年3月26日）
  - 月・火曜担当（2021年3月29日 - 2022年5月24日）
  - 月 - 水曜担当（2022年5月30日 - 2023年4月5日）
- あさドレ♪（2024年10月4日 - ）- 月・金曜ニュース・スポーツキャスター
- スポーツ中継

### 福島テレビ時代の担当番組
- サタふく（2015年4月4日 - 2017年3月25日、司会）
- エキサイティング競馬
- 福歌丸（2014年10月4日 - 2017年3月25日、二代目船長）
- FTVスーパーニュース（スポーツキャスター）
- わがまま!気まま!旅気分
- 東日本女子駅伝（福島テレビの担当）
- FTVニュース（不定期）